# Xylopia amoena
Xylopia amoena är en kirimojaväxtart som beskrevs av Robert Elias Fries. Xylopia amoena ingår i släktet Xylopia och familjen kirimojaväxter. Inga underarter finns listade i Catalogue of Life.